# Арабське повстання (1916—1918)
Ара́бське повста́ння 1916—1918 років (араб. الثورة العربية, Al-Thawra al-`Arabiyya, тур. Arap İsyanı) — повстання солдатів арабської армії, що виникло як спротив османському пануванню на Аравійському півострові й мало на меті створення єдиної арабської держави від Сирії до Ємену. Ініціатором був Хусейн бін Алі, шаріф Мекки.

## Передісторія
Після Молодотурецької революції 1908—1909 років Османська імперія весь час зазнавала невдач. Прагнучи компенсувати втрати від цих поразок (в тому числі і територіальні), молодотурки розгорнули нестримну пропаганду пантюркізму та переслідували етнічні меншини імперії навіть сильніше, ніж повалений ними Абдул-Гамід II. Під впливом цих факторів серед найактивніших груп арабського населення імперії стали виникати настрої, а також угруповання, що такі настрої виражали, які поступово еволюціонували від османізму до націоналізму, тобто від лояльної співпраці зі Стамбулом до утвердження арабської самобутності. 1905 року сирійський емігрант Наджіб Азур опублікував у Парижі маніфест «Ліги арабської вітчизни», в якому говорилося:
|  | Араби усвідомили свою національну, історичну та етнографічну однорідність, і хочуть відділитися від гнилого османського древа з метою утворити незалежну державу. |

Наджіб Азур належав до панарабістів, які розраховували досягти своєї мети — утворення незалежної держави на базі арабських провінцій Османської імперії в рамках Арабської Азії — за допомогою «гуманних освічених націй Заходу».

## Хід повстання
8 червня 1916 року шериф Хусейн здійняв повстання. У нього було 50 тисяч осіб, проте лише 10 тисяч рушниць. За підтримки флоту Антанти, який встановив контроль над Червоним морем, 10 червня араби атакували порт Джидда, І 16 червня османський гарнізон капітулював. До кінця вересня араби взяли ряд прибережних міст, однак пряма атака на Медіну у жовтні 1916 року була відбита османськими військами.
Британський уряд відправив до арабів капітана Лоуренса, який забезпечив їм підтримку Королівського флоту при обороні Янбу в грудні. Лоуренс зумів переконати арабських лідерів не атакувати Медіну, а порушити натомість роботу Хиджазької залізниці, що відволікло на себе значні османські сили.
3 січня 1917 року Фейсал ібн Хусейн з 5100 вершниками на верблюдах, 5300 піхотинцями, 4 гірськими гарматами, 10 кулеметами та 380 в'ючними верблюдами вирушив на північ уздовж Червоного моря до міста Аль-Вадж. У той час як османський гарнізон приготувався до оборони від атаки з півдня, десант з 400 арабів та 200 британських моряків 23 січня 1917 року атакував місто з півночі. Через 36 годин гарнізон капітулював, і турки вирішили відійти від Мекки на вигідніші для оборони позиції у Медіні, розмістивши гарнізони вздовж Хиджазької залізниці. Сили арабів зросли до 70 тисяч осіб, у них на озброєнні було вже 28 тисяч рушниць.
В 1917 році на сторону повсталих перейшов Ауда ібу Тайі, і 9 травня Лоуренс повів його сили на штурм останнього османського порту на Червоному морі — Акаби. 6 липня, після запеклого бою, місто було взято. Тим самим була усунута загроза правому флангу британських сил, що наступали з Єгипту в Палестину. Після цього араби здійснювали рейди на османські позиції та комунікації, підтримуючи наступ генерала Алленбі.
Заняття Акаби дозволило налагодити постачання арабів зі складів Антанти, в арабських військах з'явилися технічні фахівці, в інтересах арабів діяла британська авіація; своєю чергою араби тактикою дрібних нападів змушували триматися розосередженими на великій площі велику кількість османських сил, доставляли військам генерала Алленбі розвідувальну інформацію.
У вересні 1918 року Алленбі відвів арабським партизанам важливу роль при плануванні битви при Мегіддо. Коли сили Антанти атакували османсько-німецькі позиції з фронту, араби раптовим ударом в тилу перерізали всі три залізниці, позбавивши турків можливості отримати підкріплення або відступити.
30 вересня 1918 року арабські вершники на верблюдах підійшли до Дамаску, і виявили, що арабські націоналісти з-поміж жителів міста вже підійняли прапори арабського повстання. Наступного дня в місто вступила Австралійська легка кавалерія.
Повстання завершилося 1 жовтня 1918 року, коли арабська армія та британський Camel Corps зайняли Дамаск. Ця подія завершила також близькосхідну кампанію Першої світової війни.
Найвідомішою особою цієї кампанії є британський солдат і письменник Томас Едвард Лоуренс (1888—1935), знаний як Лоуренс Аравійський, що був гарячим прихильником утворення самостійної арабської держави.